# Bona Sabaudzka
Bona di Savoia (ur. 10 sierpnia 1449 w Aviglianie, zm. 23 listopada 1503 w Fossano) – księżniczka Sabaudii, księżna Mediolanu od 1468 r. jako żona Giana Marii Sforzy. W latach 1476–1480 regentka Mediolanu w imieniu małoletniego syna – księcia Giana Galeazzo.
Urodziła się jako szósta córka (piętnaste spośród dziewiętnaściorga dzieci) księcia Sabaudii Ludwika I i jego żony księżnej Anny. Jej siostra Karolina została królową Francji jako druga żona Ludwika XI. 
W 1464 r. doradca króla Anglii Edwarda IV, Ryszard Neville, zaproponował swemu królowi małżeństwo z Boną, jednak ten oświadczył, że już jest żonaty z Elżbietą Woodville. Odmowa zrealizowania tego mariażu przyczyniła się do otwartego konfliktu pomiędzy Edwardem a jego doradcą. 
9 maja 1468 poślubiła księcia Mediolanu Galeazzo Marię Sforzę. Para miała czworo dzieci:
- Giana Galeazzo (1469–1494), kolejnego księcia Mediolanu, ojca królowej Polski Bony
- Hermesa (1470–1503), markiza Tortony
- Biancę Marię (1472–1510), cesarzową rzymsko-niemiecką
- Annę (1476–1497)